# 飼養員 (搖滾樂隊)
饲养员（英語：Feeder）是英國威爾斯一支搖滾樂隊，在1992年於威爾斯紐波特成立。憑著在2001年發售的單曲《Buck Rogers》和專輯《Echo Park》，飼養者9年來首度打入英國單曲排行榜（UK Singles Chart）十大。